# İdris-i Bitlisî

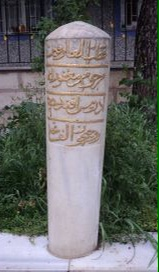
Grabstein in Eyüpsultan

İdris-i Bitlisî (* zwischen 1452 und 1457 in Bitlis oder Diyarbakır; † November oder Dezember 1520 in Istanbul) war ein osmanischer Historiker, Dichter, Übersetzer und Kalligraph sowie ranghoher Beamter und Heerführer vermutlich kurdischer Ethnizität. Sein vollständiger Name lautete Mevlana Hakimuddin İdris-i b. Mevlana Husamuddin Ali al-Bitlisi. Seine Nisba „al-Bitlisi“ deutet auf eine Herkunft aus Bitlis hin. İdris-i Bitlisî verfasste seine Hauptwerke, die Chroniken Hascht Bihischt und Selim-name, in persischer Sprache. Daneben verfasste er mehrere Abhandlungen in arabischer und Übersetzungen in persischer Sprache. Mitglieder seiner Familie herrschten lange als Fürsten von Bitlis, unter denen Scherefhan der bekannteste war.
In national gesinnten kurdischen Kreisen gilt İdris als Verräter an der kurdischen Sache, weil er die Kurden den Osmanen ausgeliefert habe. Bisweilen wird İdris-i Bitlisî auch „Iblis-i Bitlisi“ („Der Teufel aus Bitlis“) genannt.

## Leben

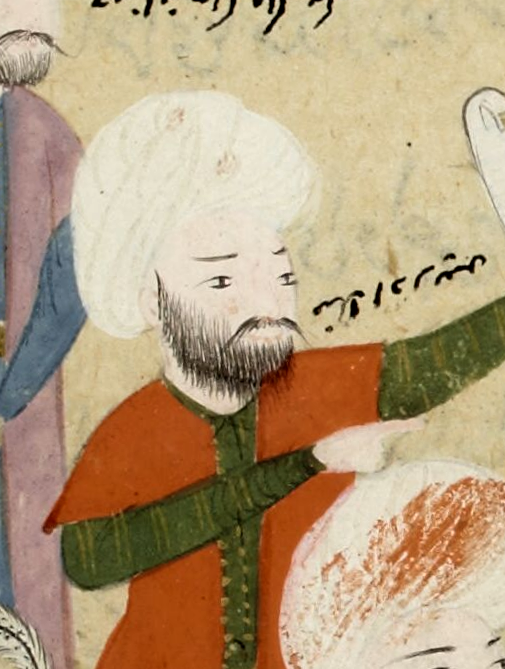
Gemälde von İdris-i Bitlisi

Sein Vater, Mevlana Husam ad-Din Ali al-Bitlisi, der 1495 in Täbriz verstarb, war ein Mystiker und Schreiber am Hofe von Uzun Hasan, dem Herrscher der Aq Qoyunlu. Über seine Mutter ist nichts bekannt. Als Uzun Hasan 1469 seinen Regierungssitz von Diyarbakır nach Täbriz verlegte, ging Husam ad-Din mit seiner Familie mit. Von klein auf lernte İdris das Leben am Hof kennen und wurde nach dem Tod Uzun Hasans 1478 der persönliche Schreiber des neuen Herrschers Sultan Yakup. Er diente Sultan Yakup bis zu dessen Tod im Jahre 1491. In dieser Zeit schrieb İdris das Risâle-i Hazâniyye, worin über Sultan Yakups Feldzüge nach Arrān und Aserbaidschan berichtet wurde. İdris hatte bis 1501 unter den Herrschern Sultan Rüstem und Alwand Bey hohe Ämter am Hofe inne.
İdris-i Bitlisî war zunächst nişancı der Aq Qoyunlu und damit deren Leiter der Staatskanzlei. In dieser Funktion verfasste er 1485 auch ein Glückwunschschreiben an Bayezid II., das viel Beachtung und Anerkennung fand. Vor dem Erstarken des safawidischen Herrschers Schach Ismail floh İdris im Jahre 1501 oder 1502 über Mekka und Medina nach Istanbul. Dort wurde er von Sultan Bayezid II. beauftragt, eine Chronik des Hauses Osman zu verfassen. Das Werk erhielt den Namen Hascht Bihischt, die „Acht Paradiese“. Damit waren die Herrschaftszeiten der acht osmanischen Sultane von der Gründung des Reiches bis hin zu Bayezid II. gemeint. Er vollendete das persischsprachige Werk innerhalb von 30 Monaten. Der Sultan verweigerte aber İdris die Zahlung des versprochenen Lohnes, da dieser in seinem Werk zu nachsichtig mit den Persern umgegangen sei. İdris bat um die Erlaubnis zu einer Pilgerfahrt nach Mekka, die ihm jedoch erst nach dem Tode des ihm feindlich gesinnten Großwesirs gewährt wurde. Von Mekka aus drohte İdris dem Sultan in einem Brief, die Kränkung in seiner Chronik zu veröffentlichen, falls ihm nicht Gerechtigkeit widerfahren sollte. Der neue Sultan Selim I. rief ihn an den Hof zurück und erhielt kurz darauf die vollständige Chronik. Im Schlusswort des Werkes beschreibt İdris in einer şikayet name („Klage- oder Beschwerdeschrift“) sein Unglück.
İdris begleitete Sultan Selim I. auf verschiedenen Kriegszügen und gewann nach der Schlacht von Çaldiran die kurdischen Stämme gegen die Safawiden für die osmanische Sache. Anschließend erhielt İdris vom Sultan die Vollmacht, die kurdischen Territorien zu reorganisieren und in das osmanische Verwaltungssystem einzugliedern.
İdris-i Bitlisî verfasste später eine Chronik der Herrschaft Selims I. (Selim-name oder Selim Şah-name), ein unvollendetes Werk, das von İdris' Sohn Abu 'l-Fadl zu Ende redigiert und herausgegeben wurde. In der Einleitung zu diesem Werk erwähnte İdris, dass er damit der Nachwelt ein Leitbild einer Herrschaft überliefern und nebenbei auch die Fortdauer seines eigenen Namens sicherstellen wollte.
İdris-i Bitlisî starb im Jahre 1520 und wurde im Istanbuler Stadtteil Eyüp neben einer von seiner Frau Zeynep Hatun gestifteten Moschee begraben.

## Werke (Auswahl)
- Hascht Bihischt („Acht Paradiese“), eine Chronik der ersten acht osmanischen Sultane
- Selim-name oder Selim Şah-Name, einer der bekanntesten Vertreter der Selim-name-Gattung
- al-Ibâ' ʿan Mawaqi'i 'l-Waba, eine Abhandlung über die Pest und über Wege, sich vor der Ansteckung zu schützen, arabisch
- Eine persische Übersetzung von Damiris Hayat al-Hayawan („Das Leben der Tiere“) (vgl. Hammer-Purgstall Bd. II, S. 518)
- Risala-i fi'n-Nafs („Sendschreiben über die Seele“), philosophische Schrift, arabisch
- Eine Erläuterung (scharh) zu Schabistaris Gulsschan-i Raz („Rosenflor des Geheimnisses“ bei Hammer-Purgstall)
- Eine Erläuterung zur Chamriyya („Ode an den Wein“) von Ibn al-Farid
- Eine Erläuterung zu Fusus al-Hikam („Ringsteine der göttlichen Weisheit“) von Ibn Arabi
- Notizen (Haschiyya) zu der Koranexegese (Tafsīr) Baydawis
- Eine persische Übersetzung der 40 Hadithe